# Imidi
Imidi su spojevi u kojima su dvije acilne skupine vezane na isti dušikov atom.
Po redoslijedu opadajućeg prioriteta pri odabiru i imenovanju glavne karakteristične skupine, imidi su jedanaesti po redu razredni spojevi.